# Королівське товариство Святого Георгія
Королівське товариство святого Георгія — англійська патріотична організація, заснована 1894 року на захист англійського шляху життя, а також англійських звичаїв і традицій. Штаб-квартира Товариства знаходиться у Фолкстоні, Кент.

## Колишні президенти Товариства
- Принц Георг[1]
- принц Уельський Едуард
- Бернард Монтгомері
- Редьярд Кіплінг

## Колишні віце-президенти
- Вінстон Черчилль
- Герцог Веллінгтон
- Джеральд Гросвенор
- Пітер Нельсон
- Чарльз Форт
- Маргарет Тетчер